# JR西日本交通サービス
株式会社JR西日本交通サービス（ジェイアールにしにほんこうつうサービス、英: JR West Koutsu Service）は、兵庫県尼崎市に本社を置く、西日本旅客鉄道の子会社（連結子会社）。

## 概要
西日本旅客鉄道近畿統括本部管内の駅業務受託
以前は、福知山支社管内（播但線）の一部の駅と、和歌山支社管内（和歌山線の和歌山県内と紀勢線）業務を福知山支社エリアはJR西日本福知山メンテックへ、和歌山支社エリア内はJR西日本メンテックに委託していたが、2021年7月以降はグループ会社の再編により再び同社が受託している。
おおむねJR西日本の社員が58歳～60歳の定年退職直前にJR西日本交通サービスへ出向か転籍してくるが、最近の傾向ではJR西日本のベテラン社員から若手社員への技術継承の関係で定年退職後もJR西日本に残り、65歳まではシニア社員（契約社員）として在籍するので少なくなりつつある。受託駅はすべて被管理駅扱いで、管理駅であるJR西日本の駅長が受託駅を管理・監督している。
営業制度・販売機器操作教育業務の受託
遠隔センター業務
JR西日本管内に設置されている「みどりの券売機プラス」（JR四国設置分を含む）および「改札口コールシステム」の遠隔オペレーション業務（コールセンター運営）を受託している。
約20人のオペレーターで対応しているが、内容が複雑な事案が多いことから、いずれも駅業務の経験を積んだ社員が担当しているという。
e5489サービスとJR西日本お客様センターのオペレーション業務については、遠隔センターとは異なりJR西日本カスタマーリレーションズが担当している。

## 沿革
- 1979年12月21日 - 近畿交通事業（きんきこうつうじぎょう）として設立。
- 1988年 - 日本交通観光社（法人としては現在のジェイアールバステック）から近畿地区における旅行代理業以外の事業を譲り受ける（旅行代理業は日本旅行に譲渡し、同社傘下で設立された日交観トラベルが受け皿となる）。社名をジェイアール西日本交通サービスに変更。
- 2016年 - 社名をJR西日本交通サービスに変更。
- 2021年
  - 4月1日 - 中国エリア（鳥取・島根、岡山・福山、広島・山口、福岡）の駅業務を担う子会社として、JR西日本中国交通サービスを設立。本社は広島県広島市東区。資本金は5,000万円[4]。
  - 7月1日 - JR西日本メンテック（和歌山エリア）、JR西日本福知山メンテック（福知山エリア）の駅業務が同社に移管される。

## 委託駅一覧
- 琵琶湖線・JR京都線・JR神戸線（東海道本線・山陽本線）・山陽本線
  - 米原駅（お忘れ物承り所）、南彦根駅、河瀬駅、稲枝駅、能登川駅、安土駅、篠原駅、守山駅、栗東駅、南草津駅、瀬田駅、膳所駅、京都駅（地下東口・八条東口・西洞院口・鉄道案内所・忘れ物センター、西口みどりの窓口）、山崎駅、島本駅、新大阪駅（東口みどりの窓口）、大阪駅（鉄道案内所[注 1]・お忘れ物承り所・Jラポート[注 2]）、尼崎駅（Jラポート[注 3]）、さくら夙川駅、甲南山手駅、三ノ宮駅（中央口みどりの窓口）、鷹取駅、塩屋駅、西明石駅（忘れ物承り所）、ひめじ別所駅、東姫路駅、姫路駅（忘れ物センター・中央口みどりの窓口）、はりま勝原駅、竜野駅
- 湖西線
  - 新旭駅、安曇川駅、近江舞子駅、比良駅、志賀駅、蓬萊駅、和邇駅、小野駅、おごと温泉駅、比叡山坂本駅、唐崎駅、大津京駅
- 草津線
  - 三雲駅、甲西駅、石部駅、手原駅、貴生川駅
- 奈良線
  - 東福寺駅、稲荷駅、JR藤森駅、桃山駅、六地蔵駅、木幡駅、黄檗駅、JR小倉駅、新田駅、城陽駅、長池駅、山城青谷駅、玉水駅
- 嵯峨野線（山陰本線）
  - 丹波口駅、円町駅、花園駅、太秦駅、嵯峨嵐山駅、馬堀駅、並河駅
- おおさか東線
  - 南吹田駅、JR淡路駅、城北公園通駅、JR野江駅、高井田中央駅、JR河内永和駅、JR俊徳道駅、JR長瀬駅、衣摺加美北駅、新加美駅
- JR宝塚線（福知山線）・福知山線
  - 猪名寺駅、北伊丹駅、中山寺駅、生瀬駅、西宮名塩駅、広野駅、相野駅
- 学研都市線（片町線）・JR東西線
  - 祝園駅、同志社前駅、藤阪駅、津田駅、星田駅、忍ケ丘駅、鴻池新田駅、大阪城北詰駅、新福島駅、海老江駅、加島駅
- 大阪環状線
  - 福島駅、野田駅、寺田町駅、桃谷駅、玉造駅
- ＪＲゆめ咲線（桜島線）
  - 安治川口駅、ユニバーサルシティ駅、桜島駅
- 大和路線（関西本線）
  - 平城山駅、郡山駅 、三郷駅、河内堅上駅、高井田駅、東部市場前駅、天王寺駅（忘れ物センター）
- 阪和線
  - 美章園駅、南田辺駅、長居駅、我孫子町駅、浅香駅、百舌鳥駅、富木駅、信太山駅、下松駅、和泉橋本駅、東佐野駅、新家駅、和泉鳥取駅、六十谷駅
- 関西空港線
  - りんくうタウン駅
- 和歌山線
  - 畠田駅、志都美駅、香芝駅、JR五位堂駅、五条駅、岩出駅
- 万葉まほろば線（桜井線）
  - 桜井駅
- きのくに線（紀勢本線）
  - 藤並駅、箕島駅、黒江駅、紀三井寺駅、和歌山駅（7番・8番のりば和歌山線・紀勢線のりかえ改札精算所）

## 労働組合
- JR西日本交通サービス労働組合（JR西日本グループ労働組合連合会）